# Diario Río Negro
Río Negro es un diario matutino editado en General Roca, Argentina. Fue fundado en 1912 por Fernando Rajneri. 
Es considerado el único diario de referencia de Río Negro y Neuquén.

## Historia
Es el más antiguo y el de mayor circulación de la Patagonia Argentina. Nació el 1 de mayo de 1912 como periódico quincenal y un año después se convirtió en semanario. El riego recién surgía en el Alto Valle, y las ciudades de la región eran pujantes pueblos de pioneros dedicados en su mayoría a la agricultura y al comercio. 
Desde sus comienzos, el diario tuvo activa participación en los debates vinculados con el desarrollo económico y ciudadano de los territorios de Río Negro y Neuquén, y se convirtió en el nexo de comunicación de las comunidades de la zona con los sucesos del mundo, desde las guerras hasta los cambios que modificaron la vida en el siglo XX. 
Desde 1958, casi al mismo tiempo en que Río Negro y Neuquén iniciaban su vida como provincias, el “Río Negro” se convertía en diario matutino.
Se ha caracterizado por sus investigaciones de casos de corrupción y acciones en defensa de los intereses de la región, y en ocasiones desafió la opinión generalizada, como cuando criticó la invasión argentina a Malvinas. Durante el gobierno militar 1976-1983 fue uno de los pocos medios de comunicación del país que publicó informaciones referidas a desaparición de personas y violación de los derechos humanos.

## Redacciones
La redacción central y los talleres de impresión están en General Roca, provincia de Río Negro, Argentina. Pero posee además una redacción descentralizada, integrada por agencias en Buenos Aires y en ciudades de Río Negro y Neuquėn.

## Edición en línea
La edición “on line” del periódico Río Negro fue puesta en la web el 5 de agosto de 1997.
Se distribuye principalmente en Neuquén, Río Negro y la provincia de Buenos Aires, y la tirada el día domingo asciende a más de 50.000 ejemplares, según datos que registra el IVC.